# Estación de Champs-Élysées - Clemenceau
Champs Élysées - Clemenceau, de su nombre completo Champs Élysées - Clemenceau - Grand Palais,  es una estación de las líneas 1 y 13 del metro de París, situada en el VIII distrito bajo la avenida de los Campos Elíseos y la plaza de Georges Clemenceau.

## Historia
La estación de la línea 1 del metro parisino se abrió el 17 de julio de 1900 como Champs Élysées, el 20 de mayo de 1931 se cambió su nombre por Champs Élysées - Clemenceau en honor al político francés Georges Clemenceau figura relevante de la Primera Guerra Mundial. En 2006, el nombre de la estación se completó con la mención al Grand Palais por la proximidad de dicho edificio.
En 1975, con el proyecto de fusión de las líneas 13 y 14 pasó la misma por esta estación añadiéndose los andenes de la línea 13 al complejo subterráneo.

## Descripción

### Estación de la línea 1
Se compone de dos vías y de dos andenes laterales de 90 metros de longitud.
Como muchas estaciones de la línea 1 carece de la clásica bóveda del metro parisino siendo ésta sustituida por unas paredes verticales, y un techo metálico formado por tramos semicirculares que sostienen unas vigas de acero pintadas de color gris.
Renovada en 2005, la estación carece de los habituales azulejos biselados siendo estos sustituidos por unas vitrinas que recogen elementos dedicados al Palacio del Descubrimiento y las exposiciones científicas que en él se desarrollan. Con la renovación, la parada se ha dotado de asientos modelo smiley de color crema, tienen forma de cuenco inclinado para que parte de él mismo sirva de respaldo y un hueco en la base que simula una sonrisa. La señalización por su parte usa la moderna tipografía Parisine donde el nombre de la estación aparece en letras blancas sobre un panel metálico de color azul. 
Como todas las estaciones de la línea 1 dispone de puertas de andén.

### Estación de la línea 13

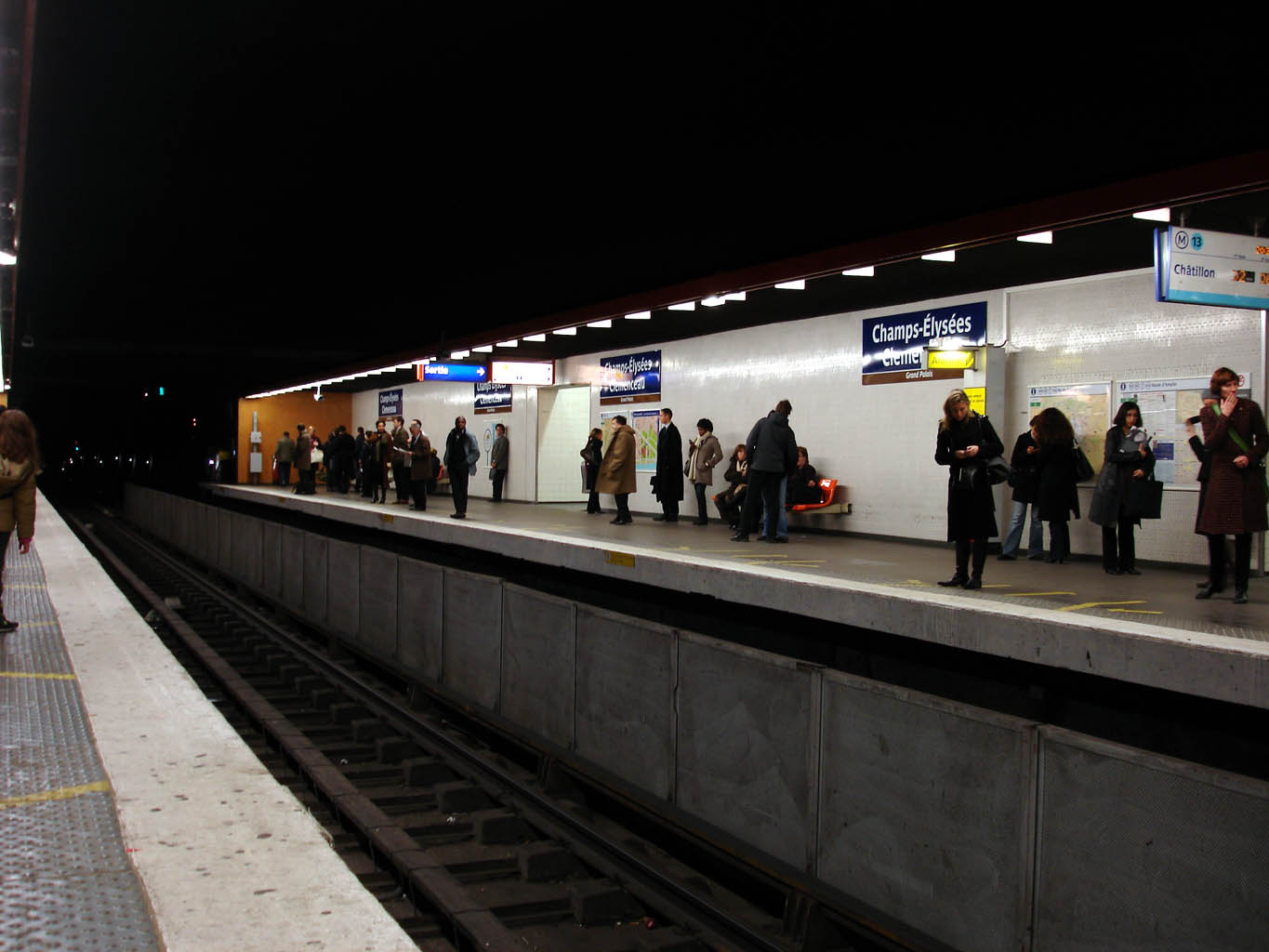
La estación de la línea 13.

Se compone de dos andenes laterales de 75 metros y de dos vías. 
Como la anterior carece de bóveda usando paredes verticales revestidas con un azulejo claro, plano y estrecho llamado Miromesnil, dado que fue en esa estación donde se colocó por primera vez. El techo sin embargo tiene una estructura mucho más sencilla, siendo totalmente plano y pintado de negro. 
La señalización por su parte usa la moderna tipografía Parisine donde el nombre de la estación aparece en letras blancas sobre un panel metálico de color azul. Por último, los  asientos de la estación son rojos, individualizados y de tipo Motte.
Sobre el andén se han añadido flechas y marcas de color amarillo que pretenden facilitar la salida y la entrada de los viajeros a los trenes.

## Accesos
A pesar del tamaño de la estación, sólo tiene un acceso en la Plaza Georges Clemenceau, al sur de la misma, con escalera mecánica y escaleras de piedra.

## Alrededores
Al Norte se encuentra el Palacio del Elíseo, residencia del Presidente de la República Francesa, así como el Carré Marigny, mercado filatélico, y el Teatro Marigny.
Al Sur, el Grand Palais y el Petit Palais.
En torno a la Plaza Georges Clemenceau se erigen estatuas de personalidades célebres como Winston Churchill, Charles de Gaulle y el mismo Georges Clemenceau